# Chris Webb (homme politique)
Christopher Paul Webb (né le 26 avril 1986) est un homme politique britannique du Parti travailliste qui est député de Blackpool South depuis l'élection partielle de Blackpool South de 2024.

## Jeunesse et éducation
Christopher Webb est né le 26 avril 1986 à l'hôpital Blackpool Victoria et fréquente le lycée St Mary. Il est le fils d'un facteur local et d'un assistant pédagogique.
Il étudie la politique britannique et les études législatives à l'Université de Hull et, pendant ses études universitaires, il est président du club de la ligue de rugby et membre du conseil syndical des étudiants.

## Carrière politique
Il est conseiller au conseil municipal de Manchester de 2015 à 2018. 
Il est nommé commissaire adjoint à la police et à la criminalité du Lancashire en 2018 et est à l'époque chef de bureau du député européen Wajid Khan,. Il est également assistant de Gordon Marsden, député travailliste de Blackpool Sud de 1997 à 2019 et travaille pour le député de Rochdale, Tony Lloyd. Webb est bénévole à la Blackpool Food Bank, président des administrateurs d'un organisme de bienfaisance local en matière de santé mentale, Counseling in the Community, et administrateur de l'association caritative Humanitarian Aid du Communication Workers Union,,.

## Carrière parlementaire
Lors des élections générales anticipées de 2017, Webb se présente comme candidat travailliste à Blackpool North et Cleveleys, arrivant deuxième avec 44,5% des voix derrière le député conservateur sortant Paul Maynard. Webb se présente de nouveau à Blackpool North et Cleveleys aux élections générales de 2019, arrivant à nouveau deuxième avec 35,5 % des voix derrière Maynard.
En août 2023, Webb est sélectionné comme candidat parlementaire du Labour pour Blackpool Sud aux élections générales de 2024,. À la suite de la démission du député conservateur sortant Scott Benton, Webb est le candidat travailliste à l'élection partielle de Blackpool South de 2024. Lors des élections du 2 mai, le même jour que les élections locales en Angleterre, il est élu avec 58,9% des voix et une majorité de 7 607 voix.
Webb est réélu en juin 2024 comme candidat travailliste pour Blackpool South aux élections générales de 2024. Il remporte le siège avec 48,1 % des voix et une majorité de 6 846 voix sur le candidat Reform UK deuxième.

## Vie privée
L'épouse de Webb, Portia Webb, est élue conseillère travailliste du quartier de Tyldesley lors de l'élection du conseil de Blackpool en 2023,.
Webb reçoit un diagnostic de dyslexie à l'âge de 18 ans, alors qu'il est à l'université.